# Thomas Muster
Thomas Muster (Leibnitz, 2. listopada 1967.) austrijski je profesionalni tenisač. Osvajač Roland Garrosa 1995. godine.

## Grand Slam i Masters Series finali

### Grand Slam finali

#### Pojedinačno: 1
| Rezultat  | Godina | Turnir      | Podloga | Suparnik      | Rezultat u finalu |
| --------- | ------ | ----------- | ------- | ------------- | ----------------- |
| Pobjednik | 1995.  | French Open | zemlja  | Michael Chang | 7:5, 6:2, 6:4     |

### Masters Series finali

#### Pojedinačno: 10 (8:2)
| Rezultat  | Godina | Turnir       | Podloga | Suparnik           | Rezultat u finalu            |
| --------- | ------ | ------------ | ------- | ------------------ | ---------------------------- |
| Finale    | 1990.  | Monte Carlo  | zemlja  | Andrei Chesnokov   | 5:7, 3:6, 3:6                |
| Pobjednik | 1990.  | Rome         | zemlja  | Andrei Chesnokov   | 6:1, 6:3, 6:1                |
| Pobjednik | 1992.  | Monte Carlo  | zemlja  | Aaron Krickstein   | 6:3, 6:1, 6:3                |
| Pobjednik | 1995.  | Monte Carlo  | zemlja  | Boris Becker       | 4:6, 5:7, 6:1, 7:6(8:6), 6:0 |
| Pobjednik | 1995.  | Rim          | zemlja  | Sergi Bruguera     | 3:6, 7:6(7:5), 6:2, 6:3      |
| Pobjednik | 1995.  | Essen        | tepih   | MaliVai Washington | 7:6, 2:6, 6:3, 6:4           |
| Pobjednik | 1996.  | Monte Carlo  | zemlja  | Albert Costa       | 6:3, 5:7, 4:6, 6:3, 6:2      |
| Pobjednik | 1996.  | Rome         | zemlja  | Richard Krajicek   | 6:2, 6:4, 3:6, 6:3           |
| Pobjednik | 1997.  | Key Biscayne | tvrda   | Sergi Bruguera     | 7:6(8:6), 6:3, 6:1           |
| Finale    | 1997.  | Cincinnati   | tvrda   | Pete Sampras       | 3:6, 4:6                     |

### Ostali turniri
| Legenda                       |
| ----------------------------- |
| Grand Slam (1:0)              |
| Tenis Masters Cup (0:0)       |
| ATP Masters Series (8:2)      |
| ATP Championship Series (4:0) |
| ATP Tour (31:9)               |

| Titule i podloga |
| ---------------- |
| tvrda (3:3)      |
| trava (0:0)      |
| zemlja (40:5)    |
| tepih (1:3)      |

Iako ima 44 godine Muster još igra profesionalno tenis zadnji meč odigrao je na Challengeru turnir u Salzburgu.

## Osobni život
Muster je bio u braku s Jo Beth Taylor australskom televizijskom djelatnicom od 2000. do 2005. Imaju sina, Christiana, koji je rođen 2001. Godine 2010., Muster je oženio Caroline Ofner s kojom ima kćer, Maxim rođenu 2009. Živi u Štajerskoj, a posjeduje i vilu na Jadranskom moru u Hrvatskoj.

## Vanjske poveznice
- Udruga teniskih profesionalaca
- Međunarodna teniska federacija  Arhivirana inačica izvorne stranice od 5. lipnja 2011. (Wayback Machine)

## Ostali projekti
|  | Zajednički poslužitelj ima još gradiva o temi Thomas Muster |